# Distrito de Kağıthane

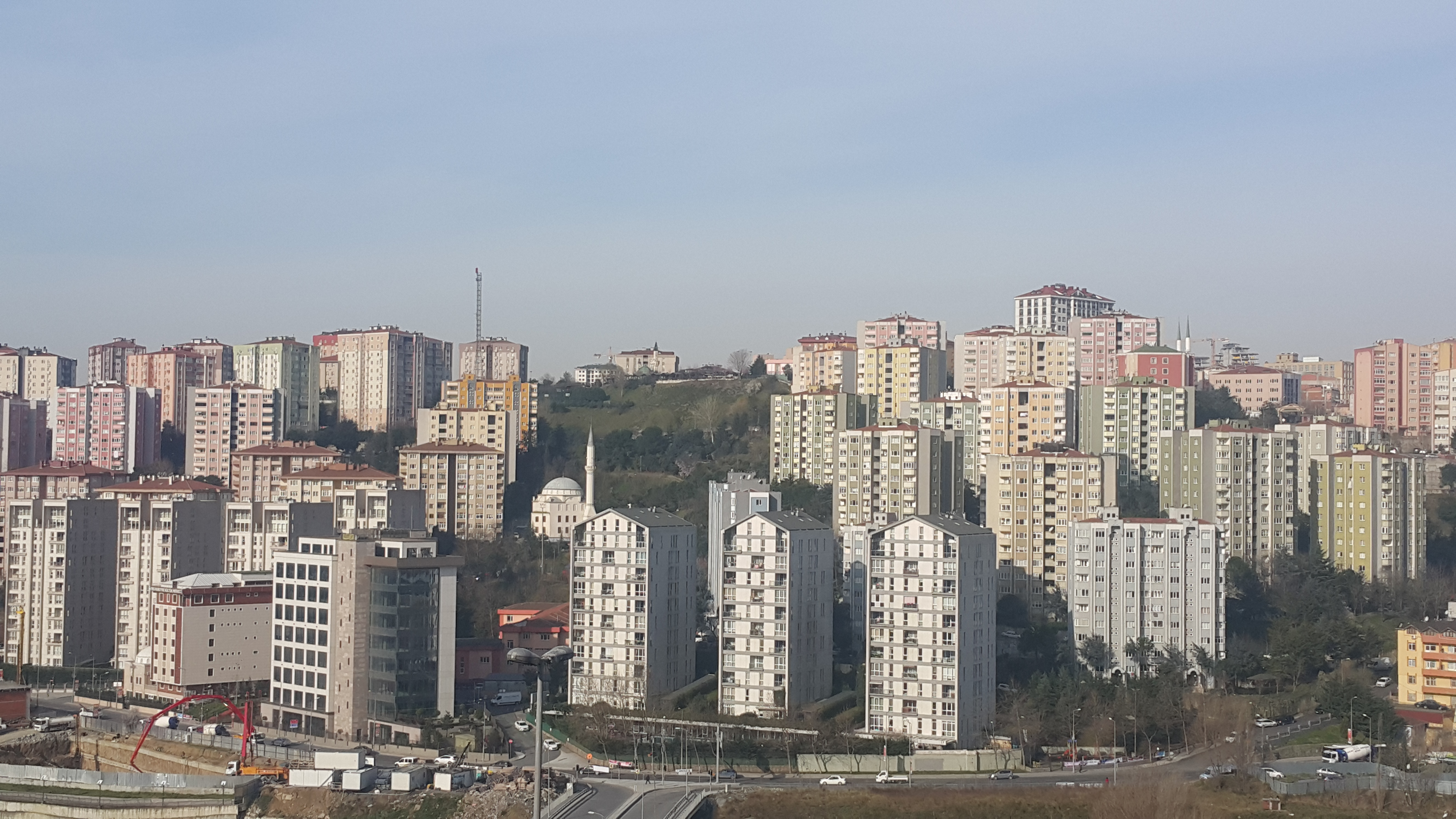
A view of Kağıthane district

Kağıthane es un distrito de Estambul, Turquía, situado en la parte europea de la ciudad. Cuenta con una población de 415.130 habitantes (2008).

## Historia
En la época de Solimán el Magnífico, el valle en el que se extiende el distrito se llamaba Sadabat y lo utilizaba la corte otomana para cazar y montar a caballo. En el valle existían campos de tulipanes y, en primavera, la gente se reunía aquí para celebrar bodas, entre otros eventos. En el último periodo del Imperio, se había desecado la cuenca del valle y se habían construido casas de vacaciones. 
La fábrica otomana de pólvora fue la primera actividad industrial del valle y se remonta a la época de Beyazid II. A partir de entonces, se instalaron en Kağıthane numerosas fábricas, incluidos molinos de harina y fábricas de papel. Debido a la distancia de la ciudad, no estuvo muy poblado hasta finales del siglo XX.
El mayor crecimiento de Kağıthane se produjo a partir de los años 1950, con la llegada de migrantes procedentes de Anatolia que llegaron para trabajar en las fábricas, talleres y obras. Construyeron pequeñas casas a ambos lados del valle de forma descontrolada, por lo que las fuertes lluvias inundan gran parte de las viviendas.
El distrito fue un importante centro de apoyo a la izquierda política durante la violencia política de los años 1970.
A partir de los años 1970, se comenzaron a construir edificios de hormigón de seis plantas para acoger a las generaciones posteriores de los migrantes.